# 7th West Virginia Infantry
Septième régiment d'infanterie de volontaires de Virginie-Occidentale
Le 7th West Virginia Volunteer Infantry Regiment (septième régiment d'infanterie de volontaires de Virginie-Occidentale) est un régiment d'infanterie qui sert dans l'armée de l'Union pendant la guerre de Sécession. Pendant une grande partie de la guerre, il fait partie de la célèbre « brigade Gibraltar » dans l'armée du Potomac. Il est célèbre principalement pour les deux plus grandes actions, une charge déterminée sur la Sunken Road à Antietam et une contre-attaque en fin de soirée à l'Est de Cemetery Hill à Gettysburg qui aide à repousser une attaque des Louisiana Tigers.

## Service
Le 7th West Virginie (à l'origine le 7th Virginia) est organisé à Grafton, Portland, Greenland, Cameron, Morgantown et Wheeling, en Virginie-Occidentale. Avec des hommes des collines du comté de Monroe, dans l'Ohio, qui est à l'Est  en face de la rivière Ohio des comtés de Marshall et de Wetzel, en Virginie-Occidentale, entre le 16 juillet 1861, et le 3 décembre 1861. Il est d'abord affecté au district du chemin de fer de Virginie-Occidentale, et assure la garde des chemins de fer contre les raids confédérés.
Leur première action est une escarmouche avec le shérif du comté de Tyler de Virginie-Occidentale. L'unité traque et arrête ce sympathisant des confédérés. Le 7th combat en 1862  lors de la campagne de la vallée dans le V corps de Nathaniel Banks, participant à un certain nombre de petits engagements, avant de combattre lors de la bataille de Port Republic à la fin de mai. Il est affecté au II corps et reste dans cette organisation pour le reste de la guerre. Une partie de la brigade de Nathan Kimball au cours de la campagne du Maryland de septembre 1862, le 7th West Virginia prend part à l'attaque sur la Sunken Road (« Bloody Lane ») à Antietam. À la suite de la bataille, le régiment aide la garnison de Harpers Ferry jusqu'à la fin d'octobre, quand il marche à travers la vallée de Loudoun à Falmouth, en Virginie. Le 7th participe ensuite à la bataille de Fredericksburg dans l'assaut du II corps, et participe à la malheureuse marche dans la boue (Mud March).
À la fin d'avril et au début mai 1863, le 7th West Virginia participe à la campagne de Chancellorsville. En juin, le régiment marche vers le nord de la Pennsylvanie au cours de la campagne de Gettysburg et prend une position défensive sur Cemetery Ridge, le 2 juillet. Dans la soirée, avec le 4th Ohio et 14th Indiana, il est envoyé pour aider à arrêter l'attaque de Jubal Early sur Cemetery Hill. À l'automne de cette même année, le 7th participe aux campagnes de Mine Run et de Bristoe,.
En février 1864, le 7th est engagé dans des combats à Morton's Ford, et puis il prend part à la campagne de l'Overland, y compris la bataille de la Wilderness et Spotsylvania, où il est impliqué dans l'attaque du Saillant ou « Bloody Angle ». Pendant la majeure partie de l'année, le régiment est actif pendant le siège de Petersburg.
Au début de 1865, le 7th combat à la bataille de Hatcher's Run, puis lors de la chute de Petersburg. Par la suite, il marche à la poursuite de l'armée de Virginie du Nord en retraite au cours de la campagne d'Appomattox. Le régiment défile lors de la grande revue de l'armée à Washington, D.C., le 23 mai, avant d'être transporté à Louisville, Kentucky.
Le 7th West Virginia quitte le service fédéral le 1er juin 1865.

## Victimes
Au cours de son service, le régiment perd 9 officiers et 133 hommes du rang tués et blessés mortellement, et 4 officiers et 154 hommes du rang mort de maladie, pour un total de 300 décès.

## Colonels
- Joseph Snider
- Jonathan Lockwood
- Henry C. Skiles[3]

## Mémoire

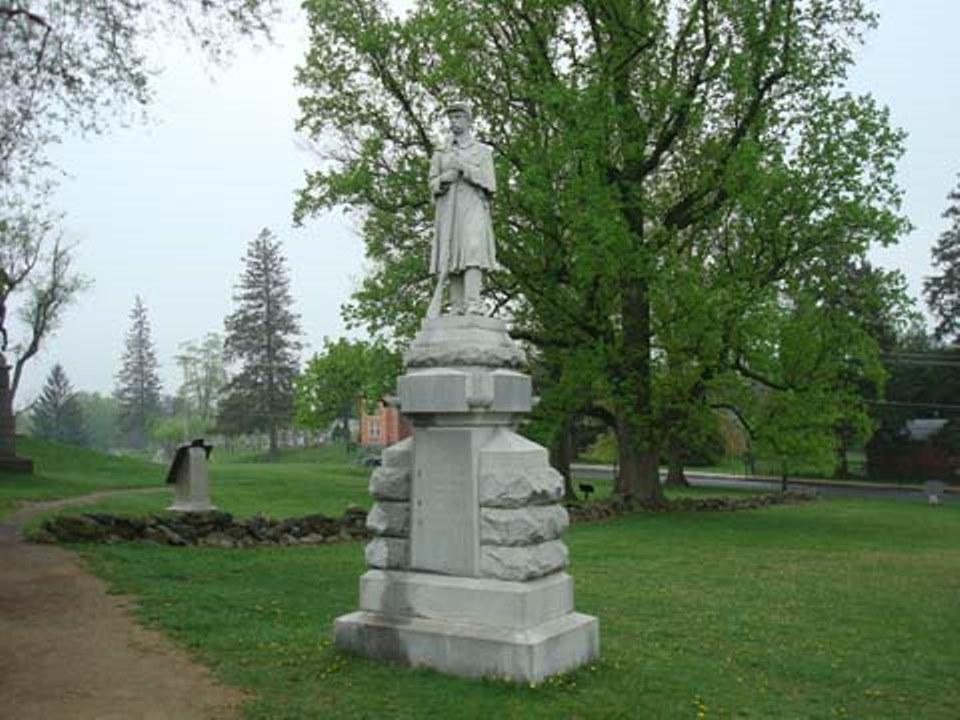
Monument commémoratif du 7th West Virgina

Un monument en mémoire du 7th West Virginia a été érigé à l'est de Cemetery Hill sur le champ de bataille de Gettysbug le 28 novembre 1896.